# 515
- Wikisource

| Calendário gregoriano                                                        | 515 DXV                         |
| Ab urbe condita                                                              | 1268                            |
| Calendário arménio                                                           | -37 – -36                       |
| Calendário bahá'í                                                            | -1329 – -1328                   |
| Calendário budista                                                           | 1059                            |
| Calendário chinês                                                            | 3211 – 3212                     |
| Calendário copta                                                             | 231 – 232                       |
| Calendário etíope                                                            | 507 – 508                       |
| Calendários hindus - Vikram Samvat - Calendário nacional indiano - Cáli Iuga | 570 – 571 436 – 437 3615 – 3616 |
| Calendário Holoceno                                                          | 10515                           |
| Calendário islâmico                                                          | 110 BH – 109 BH                 |
| Calendário judaico                                                           | 4275 – 4276                     |
| Calendário persa                                                             | 107 BP – 106 BP                 |
| Calendário rúnico                                                            | 765                             |
| Calendário solar tailandês                                                   | 1058                            |

515 (DXV, na numeração romana) foi um ano comum do século VI que começou numa quinta-feira, segundo o calendário juliano.  Segundo o horóscopo chinês, foi o ano da Cabra.
| Ano completo                       |
| ---------------------------------- |
| Ano comum com início à terça-feira |

## Mortes
- Eufêmio de Constantinopla
- Ariadne (imperatriz)